# Schizomavella pseudoneptuni
Schizomavella pseudoneptuni är en mossdjursart som beskrevs av Jean-Loup d'Hondt 1986. Schizomavella pseudoneptuni ingår i släktet Schizomavella och familjen Bitectiporidae. Inga underarter finns listade i Catalogue of Life.